# Starigrad (żupania zadarska)

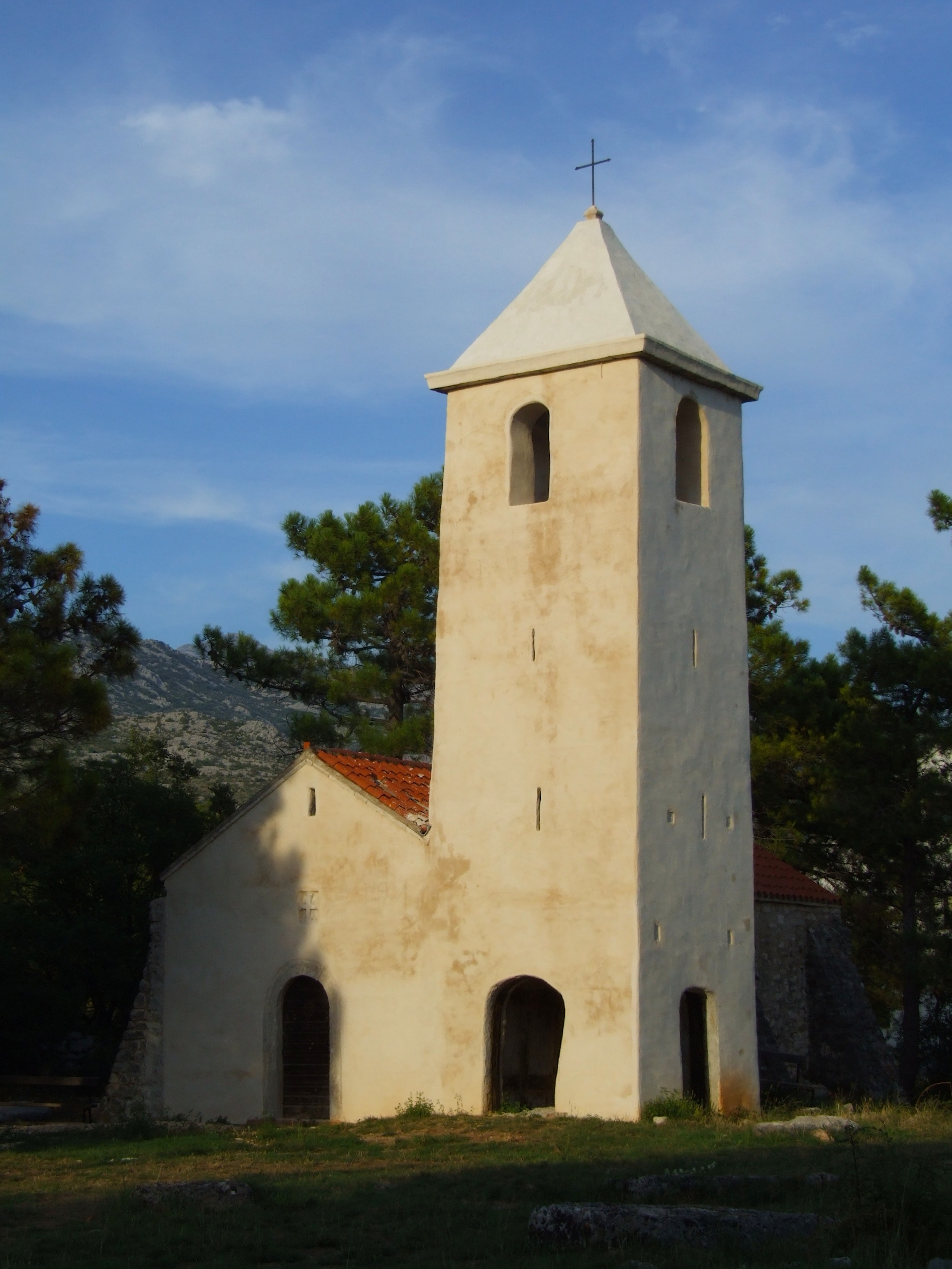
Kaplica św. Piotra

Starigrad, także Starigrad-Paklenica (wł. Cittavecchia) – wieś w Chorwacji, w żupanii zadarskiej, siedziba gminy Starigrad. Leży w środkowej części Dalmacji. W 2011 roku liczyła 1140 mieszkańców.
Pierwsze osiedle na terenie dzisiejszej miejscowości zostało zbudowane w II wieku p.n.e. Rzymianie założyli tu miejscowość Argyruntum, która w IV wieku n.e. padła ofiarą ataku barbarzyńców. We wczesnym średniowieczu na tereny te przybyli Chorwaci. Pamiątką po nich jest kaplica św. Jerzego z IX/X wieku, a z późniejszego okresu ruiny dwóch weneckich fortów - Večka kula (nad brzegiem morza; nazwa prawdopodobnie pochodzi od osady Veče/Veche, wspominanej w XVI wieku w miejscu dzisiejszego Seline) oraz Paklarić (na wzgórzu, przy początku wąwozu Wielka Paklenica) z XIV-XVI wieku, strzegące szlaku wodnego z Vinjerac do Zadaru. Podczas walk z Turkami okoliczne tereny wyludniły się na okres dwóch wieków, ludność powróciła wraz z zajęciem tych terenów przez Republikę Wenecką na przełomie XVII i XVIII wieku.
Miejscowość jest popularna wśród turystów. W licznych okolicznych zatokach znajdują się plaże, a w pobliżu miasteczka znajduje się Park Narodowy Paklenica, na którego terenie znajduje się część wapiennego pasma górskiego Welebit, ciągnącego się na przestrzeni ok. 100 km u wybrzeży Chorwacji. Znajdują się tam dwa wąwozy o długości blisko 10 km i głębokości 400m – Wielka Paklenica i Mała Paklenica.